# Janet Cobbs
Janet Marie Cobbs, född 22 februari 1967 i Garden Grove i Kalifornien, är en amerikansk före detta volleybollspelare.
Cobbs blev olympisk bronsmedaljör i volleyboll vid sommarspelen 1992 i Barcelona.